# Cold Dark Place
Cold Dark Place ist die vierte EP der US-amerikanischen Progressive-Metal-/Sludge-Band Mastodon. Sie erschien am 22. September 2017 über Reprise Records.

## Entstehung
Seit Frühjahr 2016 arbeitete die Band an ihrem siebten Album Emperor of Sand und griff dabei auch auf nicht veröffentlichte Lieder aus der Zeit des Vorgängeralbums Once More ’Round the Sun zurück. Ende Juni 2016 verkündete der Gitarrist Brent Hinds, dass sich das Songmaterial zu einem Doppelalbum entwickelt habe. Er selbst schrieb dabei den ersten Teil, in dem er eine schlimme Trennung, die er hinter sich hat, verarbeitete. Dafür schrieb er nach eigener Aussage „sehr dunkle, melancholische, gruselige, merkwürdige Musik“, die ein wenig nach den Bee Gees klinge. Die vier Lieder der EP handeln laut Hinds vom Leben und wie sehr es schmerzt, lebendig zu sein.
Im Januar 2017 kündigte Hinds bei der NAMM Show die Albumveröffentlichung zum Record Store Day am 22. April 2017 an. Emperor of Sand erschien jedoch schon am 31. März 2017 als einfaches Album, am Record Store Day gab es keine weitere Veröffentlichung. Am 17. August 2017 verbreitete Hinds über seinen Instagram-Account ein Bild, das möglicherweise ein Albumcover darstellt, verbunden mit dem Kommentar, dass neue Jams in Kürze kommen würden. Schließlich wurde elf Tage später die Veröffentlichung einer EP mit vier Liedern bekannt gegeben. Die Stücke North Side Star, Blue Walsh und Cold Dark Place stammen aus den Aufnahmen zum Album Once More ’Round the Sun und waren von Nick Raskulinecz produziert worden, während Toe to Toes bei den Aufnahmen für das Album Emperor of Sand aufgenommen und von Brendan O’Brien produziert worden war.
Musikalisch unterscheidet sich Cold Dark Place deutlich vom bisherigen Schaffen von Mastodon. Die Musik klingt ruhig und melancholisch, und es werden mehr akustische Gitarren verwendet. Eigentlich sollte das Lied Jaguar God auf dieser EP erscheinen, jedoch wollte es der Schlagzeuger Brann Dailor unbedingt auf dem Album Emperor of Sand haben. Als Ersatz wurde das Lied Blue Walsh ausgewählt.

## Veröffentlichung
Cold Dark Place erschien am 22. September 2017 als Download und auf CD. Am 27. Oktober 2017 folgt eine Veröffentlichung als limitierte 10″-Picture Disc. Vorher erschien am 12. September 2017 eine limitierte 7″-Single als Beilage für die Abonnenten des Musikmagazins Revolver. Die A-Seite enthält das Lied Toe to Toes, während die B-Seite eine vorher unveröffentlichte instrumentale Version des Liedes enthält. Das Cover der EP und der Single des Revolver-Magazins wurden von Richey Beckett entworfen.

## Titelliste
1. North Side Star – 6:10
2. Blue Walsh – 5:13
3. Toe to Toes – 4:29
4. Cold Dark Place – 5:59

## Rezeption

### Rezensionen
Der Rezensent Jake vom Onlinemagazin ItDjents bemerkte, dass die „vier eindeutig verschiedenen Lieder so deutlich nach Mastodon klingen“. Die EP enthält „große Riffs, starkes Songwriting und einige der progressivsten Auftritte bis jetzt“. Der Rezensent vergab neun von zehn Punkten und bezeichnete Toe to Toes als „regelgerechten Ohrwurm“. Laut dem deutschen Magazin Metal Hammer „durchzieht Cold Dark Place ein warmer, traditionsverliebter Siebziger-Vibe“. Toe to Toes wurde als „eine der melodischten Meisterleistungen der Band“ bezeichnet. Die EP wurde mit sechs von sieben Punkten bewertet. Tobias Kreutzer vom deutschen Onlinemagazin Metal.de hingegen meinte, dass „der gesteigerte Gesangsanteil von Brent Hinds gut zum überwiegend ruhigen und melancholischen Material passen würde“, allerdings würde sich „das neue Material doch nicht so recht wie MASTODON anfühlen“. Es wird deutlich, dass „die Magie bei Mastodon wirklich im Zusammenspiel mit jedem einzelnen Bandmitglied entsteht“. Kreutzer vergab sieben von zehn Punkten.

### Chartplatzierungen
| ChartsChartplatzierungen       | Höchstplatzierung | Wochen |
| ------------------------------ | ----------------- | ------ |
| Österreich (Ö3)                | 36 (1 Wo.)        | 1      |
| Schweiz (IFPI)                 | 44 (1 Wo.)        | 1      |
| Vereinigte Staaten (Billboard) | 42 (1 Wo.)        | 1      |